# Hannu Siitonen
Hannu Siitonen (Finlandia, 18 de marzo de 1949) es un atleta finlandés retirado, especializado en la prueba de lanzamiento de jabalina en la que llegó a ser subcampeón olímpico en 1976.

## Carrera deportiva
En los JJ. OO. de Montreal 1976 ganó la medalla de plata en el lanzamiento de jabalina, llegando hasta los 87.92 metros, tras el húngaro Miklós Németh (oro con 94.58 metros que fue récord del mundo) y por delante del rumano Gheorghe Megelea (bronce).